# Momordica foetida
Momordica foetida là một loài thực vật có hoa trong họ Cucurbitaceae. Loài này được Schumach. mô tả khoa học đầu tiên năm 1827.

## Hình ảnh

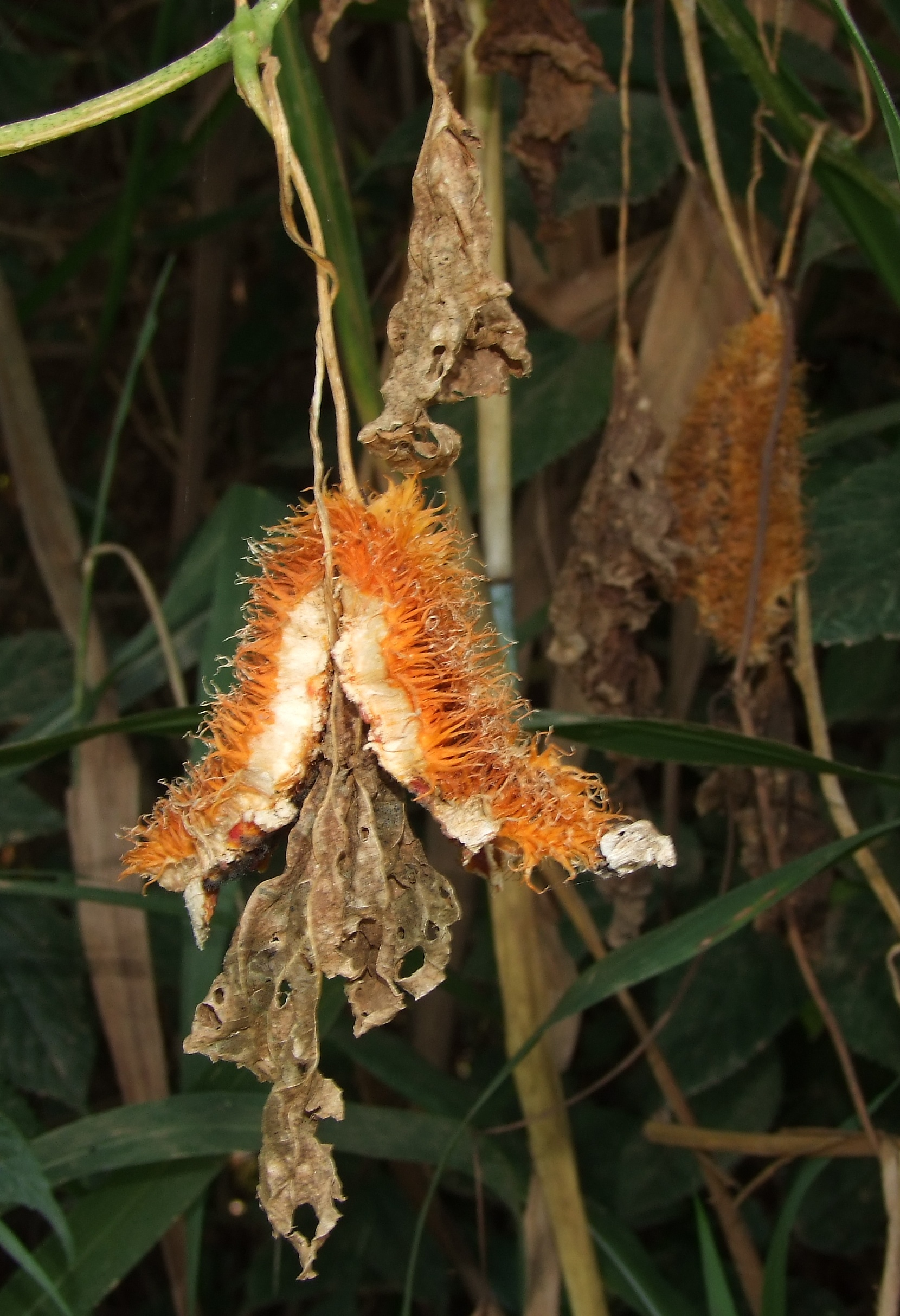
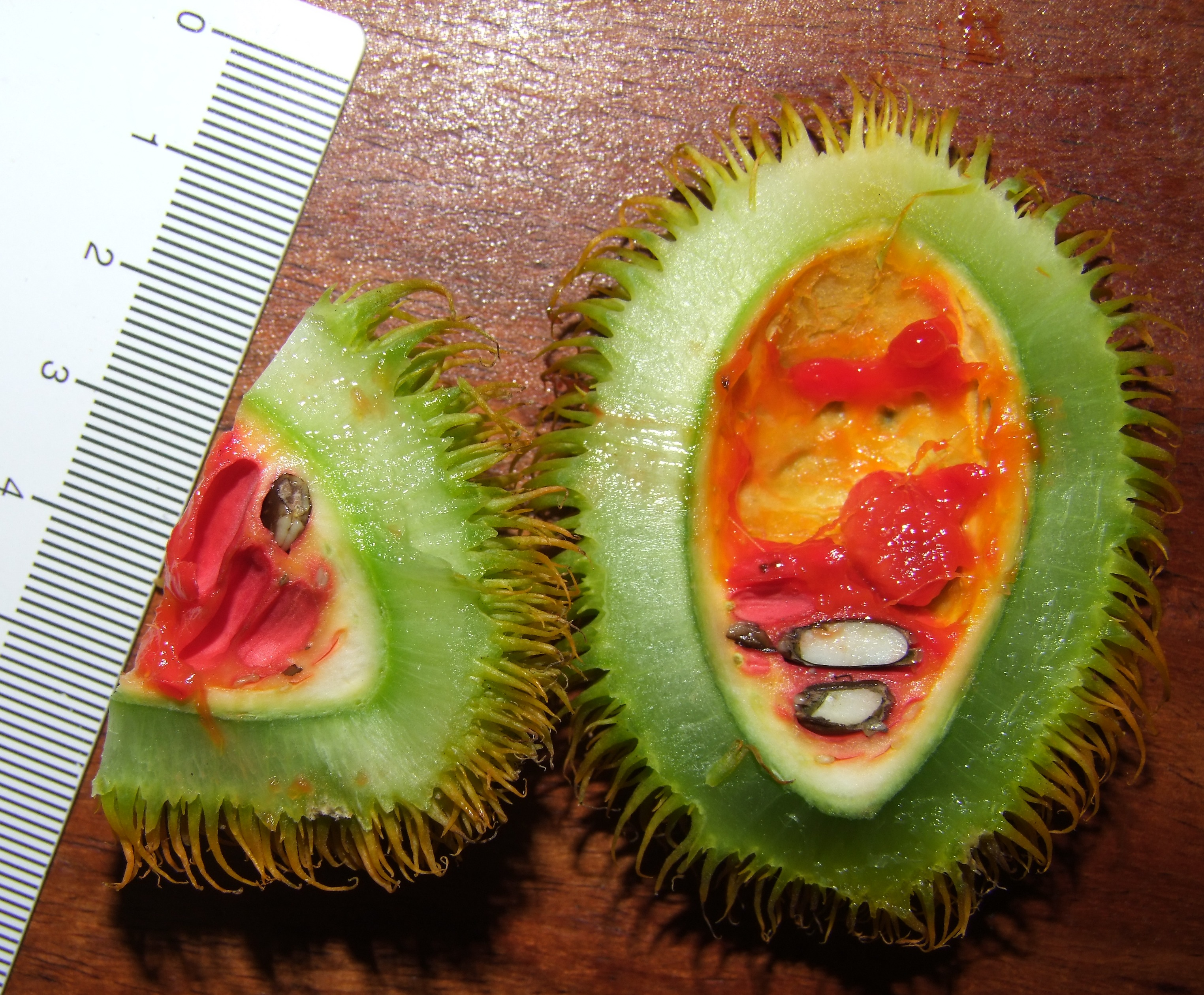